# Oussama Halfi
Oussama Halfi (en arabe : ٱسامة الحلفي), né le 8 février 1992 à Tanger (Maroc) est un footballeur marocain évoluant dans le club du Moghreb de Tétouan. Il joue au poste d'attaquant.

## Biographie
En 2013, il participe à la Coupe de la confédération avec le club des FUS de Rabat. Il se met en évidence en inscrivant un but contre le club congolais du Tout Puissant Mazembe.
En 2017, il participe à la Coupe de l'AFC avec le club omanais d'Al-Suwaiq.

## Palmarès
FUS de Rabat
- Championnat du Maroc :
  - Vice champion : 2011-12.